# 1730–1739
| 1720–1729 | 1730 | 1731 | 1732 | 1733 | 1734 | 1735 | 1736 | 1737 | 1738 | 1739 | 1740–1749 |

Roky 1730–1739, souhrnně zvané 30. léta 18. století.

## Politika a společnost
- 1733 až 1738: Válka o polské dědictví
- 1740: vypukly Slezské války (první 1740–1742, druhá slezská válka 1744–45 a třetí – sedmiletá válka 1756–1763), konflikty mezi Pruským královstvím a Habsburskou monarchií o nadvládu nad původně rakouským Slezskem, vítězné Prusko získalo většinu Slezska a českého Kladska

### Hlavy států a političtí lídři
- České království (1085–1092, 1158–1172 a 1198–1918), resp. Země Koruny české (1348–1918)
  - král: Karel VI, jako Karel II.  král český, markrabě moravský a arcivévoda rakouský (1711–1740), jako Karel III. král uherský (1711–1740) a jako Karel VI. císař Svaté říše římské (1711–1740)
- Čínské císařství (221 př. n. l.–1912 n. l.)
  - císař: Jung-čeng (1722–1735), Čchien-lung (1735–1796)
- Francouzské království (987–1792, 1814–1815, 1815–1848)
  - král: Ludvík XV (1715–1774)
- Japonsko období Tokugawa (také Edo, japonsky 江戸時代 1600–1868)
  - japonský císař: Nakamikado (1709–1735), Sakuramači (1735–1747)
- Svatá říše římská národa německého (800/962–1806)
  - císař: Karel VI. (1711–1740), jako Karel II. král český, markrabě moravský a arcivévoda rakouský (1711–1740), a jako Karel III. král uherský (1711–1740)
- Osmanská říše (1299–1922/1923)
  - sultán a chalífa: Ahmed III. (1703–1730), Mahmud I. (1730–1754)

- Pruské království (1701–1918)
  - král: Fridrich Vilém I. (1713–1740)
- Ruské impérium (1721–1917)
  - carevna: Anna Ivanovna (1730–1740)
- Království Velké Británie (1707–1801) a Irské království (1542–1652 a 1660–1800), resp. Britské impérium (1583–1997)
  - král Velké Británie a Irska: Jiří II. Britský (1727–1760)
  - předseda vlády Velké Británie a Irska: Robert Walpole (1721–1742)
- Španělsko (vznik 1519), resp. Španělské impérium (1492–1975)
  - král: Filip V. Španělský (1700–1724, 1724–1746)
- Uherské království (1000–1918 a 1920–1946)
  - Karel VI, jako Karel III. král uherský (1711–1740), jako Karel II. král český, markrabě moravský a arcivévoda rakouský (1711–1740), a jako  Karel VI. císař Svaté říše římské (1711–1740)
- Katolická církev (vznik 1. století)
  - papež: Klement XII. (1730–1740)

## Věda a technika
- 1736: Leonhard Euler formuluje zákony pohybu tuhých těles ve svém díle Mechanica sive motus scientia (Mechanika nebo nauka o pohybu)

## Umění a humanitní vědy
- 1735: švédský přírodovědec Carl Linné publikuje Systema naturae, práci, kterou zavedl binomickou nomenklaturu rostlin i zvířat, biologickou systematiku

## Další události
- 1732, 21. srpna, první evropská loď, která dosáhla Aljašky, je obecně považována ruská St. Gabriel pod vedením kormidelníka Ivana Fjodorova a jeho asistenta geodeta Michaila Gvozděva
- 1734, 4. července, zahájení Velké severní expedice, jedné z největších sérií průzkumných expedic v historii, s lodí Expedice pod velením Stěpana Voinoviče Muravjova a s lodí Ob pod velením Michaila Stěpanoviče Pavlova z ústí řeky Severní Dvina, která zmapováním většiny arktického pobřeží Sibiře, dálného východu a části severoamerického pobřeží, výrazně přispěla k poznání těchto polárních oblastí

## Narození a úmrtí
Příklady osobností, které se během 30. let 18. století narodili nebo zesnuli.

### Během tohoto desetiletí se narodili

#### politici
- František Abaffy – slovenský jakobín, župan oravské stolice, James Alexander – irský domácí pan, politik a 1. hrabě z Caledonu, Stanislav August Poniatowski – polský král, Abbás III. – perský šáh, George Washington – 1. prezident Spojených států amerických, Jacques Necker – francouzský státník a bankéř

#### umělci
- František Xaver Dušek – český skladatel, harfeník a klavírista, František Xaver Brixi – český hudební skladatel, Joseph Haydn – rakouský skladatel, „otec symfonie“, Johann Christoph Friedrich Bach – německý skladatel a kapelník

#### další osobnosti jako
- Matej Butschany – slovenský fyzik a matematik, Martha Washingtonová – manželka prezidenta USA, Henry Cavendish – britský fyzik a chemik, Marie Josefa Saská – manželka francouzského následníka trůnu Ludvíka Ferdinanda, Ignác Schröffel z Mannsberku – moravský ekonom a císařský úředník, Wenzel Hocke – severočeský katolický kněz, Michal Institoris Mošovský ml. – slovenský evangelický farář, Richard Arkwright – anglický vynálezce

### Zemřeli

#### politici
- Petr II. Alexejevič –  ruský car,  Reigen – japonský císař, Viktor Amadeus II. – vévoda savojský, král Sicilie a Sardinie

#### spisovatelé
- Daniel Defoe – anglický spisovatel

#### další osobnosti jako
- Filip František Gallas – český šlechtic, Benedikt XIII. –  papež, František Ferdinand Khünburg –  arcibiskup pražský, Jevdokija Lopuchinová –  první manželka cara Petra Velikého, Brook Taylor – anglický matematik, Čhangčhub Dordže – tibetský karmapa, Emine Mihrişah Sultan – manželka osmanského sultána Ahmeda III. a matka sultána Mustafy III.